# Stories World Tour
El Stories World Tour va ser la segona i última gira de concerts a tot el món pel DJ Suec Avicii, va ser la seva última gira de concerts abans de la seva mort el 20 d'abril de 2018.

## Dates de la gira
| Data             | Ciutat      | País                   | Lloc                        |
| Oceania          | Oceania     | Oceania                | Oceania                     |
| ---------------- | ----------- | ---------------------- | --------------------------- |
| 27 febrer 2015   | Auckland    | Nova Zelanda           | Mount Smart Stadium         |
| 28 febrer 2015   | Sydney      | Austràlia              | Hipòdrom de Randwick        |
| 1 març 2015      | Sydney      | Austràlia              | Hipòdrom de Randwick        |
| 1 març 2015      | Perth       | Austràlia              | HBF Arena                   |
| 2 març 2015      | Perth       | Austràlia              | HBF Arena                   |
| 6 març 2015      | Brisbane    | Austràlia              | RNA Showgrounds             |
| 7 març 2015      | Brisbane    | Austràlia              | RNA Showgrounds             |
| 8 març 2015      | Melbourne   | Austràlia              | Hipòdrom de Flemington      |
| 9 març 2015      | Melbourne   | Austràlia              | Hipòdrom de Flemington      |
| 9 març 2015      | Adelaida    | Austràlia              | Adelaide Showgrounds        |
| Àsia             |             |                        |                             |
| 13 març 2015     | Singapur    | Singapur               | Changi Exhibition Centre    |
| 14 març 2015     | Jakarta     | Indonèsia              | Become One Festival         |
| Amèrica del nord |             |                        |                             |
| 27 març 2015     | Miami       | Estats Units d'Amèrica | Ultra Music Festival        |
| 28 març 2015     | Las Vegas   | Estats Units d'Amèrica | Encore Las Vegas            |
| 31 març 2015     | Las Vegas   | Estats Units d'Amèrica | Encore Las Vegas            |
| 11 abril 2015    | Las Vegas   | Estats Units d'Amèrica | Encore Las Vegas            |
| 18 abril 2015    | Las Vegas   | Estats Units d'Amèrica | Encore Las Vegas            |
| 1 maig 2015      | Las Vegas   | Estats Units d'Amèrica | Encore Las Vegas            |
| 9 maig 2015      | Las Vegas   | Estats Units d'Amèrica | Encore Las Vegas            |
| 16 maig 2015     | Las Vegas   | Estats Units d'Amèrica | Encore Las Vegas            |
| 24 maig 2015     | Las Vegas   | Estats Units d'Amèrica | Encore Las Vegas            |
| Europa           |             |                        |                             |
| 29 maig 2015     | Göteborg    | Suècia                 | Estadi Ullevi               |
| 30 maig 2015     | Oslo        | Noruega                | Estadi Bislett              |
| Àfrica           |             |                        |                             |
| 1 juny 2015      | Rabat       | Marroc                 | Mawazine                    |
| Europa           |             |                        |                             |
| 5 juny 2015      | Frankfurt   | Alemanya               | Commerzbank-Arena           |
| 12 juny 2015     | Estocolm    | Suècia                 | Gärdet                      |
| 13 juny 2015     | Landgraaf   | Països Baixos          | Festival de Pinkpop         |
| 3 juliol 2015    | Dublín      | República d'Irlanda    | Marlay Park                 |
| 4 juliol 2015    | Londres     | Regne Unit             | Finsbury Park               |
| 10 juliol 2015   | El Barcarès | França                 | Electrobeach Music Festival |
| 11 juliol 2015   | Chorley     | Regne Unit             | T in the Park               |
| 11 juliol 2015   | Kinross     | Regne Unit             | T in the Park               |
| 24 juliol 2015   | Boom        | Bèlgica                | Tomorrowland                |
| 31 juliol 2015   | Cluj-Napoca | Romania                | Untold Festival             |
| 7 agost 2015     | Skanderborg | Dinamarca              | Smukfest                    |
| 8 agost 2015     | Hèlsinki    | Finlàndia              | Weekend Festival            |
| 21 agost 2015    | Graz        | Àustria                | Lake Festival               |
| 28 agost 2015    | Daresbury   | Regne Unit             | Creamfields                 |
| 29 agost 2015    | Daresbury   | Regne Unit             | Creamfields                 |